# Ruine Stollenburg
Die Ruine Stollenburg ist die Ruine einer Höhenburg auf dem 400 m ü. NN hohen Stollenberg in der Nähe von Schloss Staufenberg bei der Gemeinde Durbach im Ortenaukreis in Baden-Württemberg.
Von der ehemaligen Burganlage haben sich neben geringen Mauerresten nur Gräben und Wälle erhalten. Die Burg wurde bereits 1328 zerstört und wurde zugunsten von Schloss Staufenberg aufgegeben.

## Sagen
- Ludwig Bechstein: Melusine[1] (Sage mit Bezug zu Stollenwald, Stollenburg und insbesondere zu Schloss Stauffenberg.)